# Johann Houschka
Johann „Hans” Houschka (1914. október 21. – 1983. május 27.) olimpiai ezüstérmes osztrák kézilabdázó.
Részt vett az 1936. évi nyári olimpiai játékokon, amit Berlinben rendeztek. A kézilabdatornán játszott, és az osztrák válogatott tagjaként ezüstérmes lett.